# Ernst A. Hepp
Ernst Adolf Hepp (* 1. September 1906 in Entringen; † 18. Dezember 1978 in Denver, Colorado) war ein deutscher Diplomat und Journalist.

## Leben
Hepp wurde als Sohn des württembergischen Oberforstmeisters Theodor Hepp, Mitglied der verfassunggebenden Landesversammlung Württemberg-Baden, geboren. Er besuchte zunächst Gymnasien in Reutlingen und Backnang. Nach dem Abitur 1925 am Realgymnasium in Schwäbisch Hall absolvierte er eine kaufmännische Ausbildung in der Hamburger Import-Export-Firma Gebr. Michahelles. Von 1927 bis 1930 studierte er Rechtswissenschaft und Kunstgeschichte an der Sorbonne in Paris und war als Privatsekretär eines Industriellen tätig.
1930 zog er nach New York City. Er war bis 1933 als Auslandskorrespondent des Ullstein Verlages tätig und studierte Zeitungs- und Werbewissenschaft an der Columbia University. 1935 wurde er Journalist beim Deutschen Nachrichtenbüro in New York. Zum 1. Mai 1936 trat er in die NSDAP ein (Mitgliedsnummer 3.722.640). Im April 1940 wurde er wissenschaftlicher Hilfsarbeiter und dann Presseattaché an der Deutschen Botschaft Washington, D.C. unter Hans Thomsen. Aufgrund des Eintritts der Vereinigten Staaten in den Zweiten Weltkrieg (Dezember 1941) wurde er interniert und im Mai 1942 in das Deutsche Reich ausgewiesen.
Er heuerte sodann bei Paul Karl Schmidt in der Nachrichten- und Presseabteilung des Referat IXa, zuständig für die Vereinigten Staaten und Kanada, des Auswärtigen Amtes in der Wilhelmstraße an. Im Juli 1942 stellte er nach eigenen Angaben einen Austrittsantrag aus der Partei, der aber abgelehnt wurde. Im Dezember 1943 wurde er Pressereferent, erneut bei Thomsen, in der deutschen Gesandtschaft in Stockholm. Einen Monat später wurde er im Pressebeirat verwendet. Nach dem Ende des Zweiten Weltkrieges wurde er nach Lübeck verbracht, wo er von der britischen Besatzungsmacht interniert wurde.
Hepp sollte die Erinnerungen des Offiziers Gerhard Boldt aufzeichnen, die 1947 unter dem Titel Die letzten Tage der Reichskanzlei beim Rowohlt Verlag erschienen. Von 1948 bis 1949 war er Chefredakteur der konservativen Wochenzeitung Christ und Welt. 1950 wanderte er nach Santiago de Chile (Südamerika) aus. Nach seiner Pensionierung 1975 zog er nach Denver, Colorado, wo er drei Jahre später verstarb. Er war ab 1937 mit einer Amerikanerin verheiratet und hatte zwei Kinder.

## Publikationen
- mit Frances Fulenwider Hepp: In Love And War The Dilemma Of An American Girl And A German Diplomat. Hrsg. von Helen Christy und Gary Christy und mit einem Vorwort von Sigrid Hepp-Dax und Theodore Hepp. Prairie Publishing. Denver 2007, ISBN 978-0-938075-96-7.